# Superman-Adaptionen

Superman-Logo

Diese Seite gibt eine Übersicht über die Adaptionen der Comicfigur Superman in anderen Medien. Hierbei werden Filme bzw. Serien für Kino, Fernsehen und Radio, aber auch in Videospiele berücksichtigt. Superman gilt als Superheld zudem als eine Ikone der Popkultur, die auch in die moderne Kunst (z. B. Andy Warhol) sowie in die Musik Eingang gefunden hat.

## Überblick

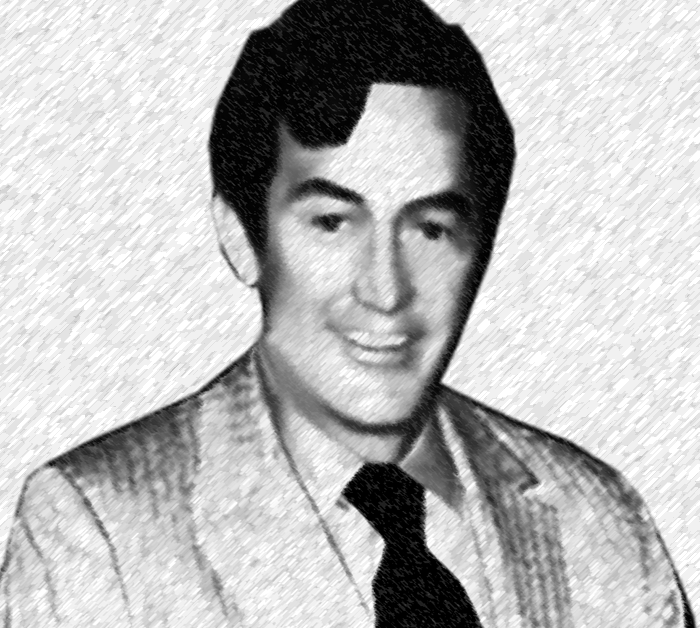
Kirk Alyn, der erste Superman-Darsteller

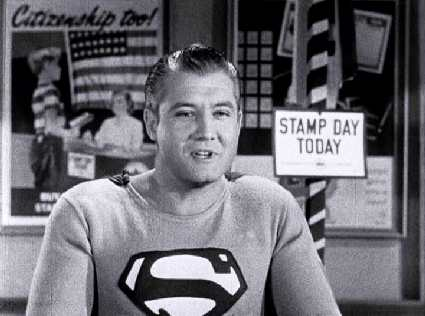
George Reeves, Darsteller Supermans in Superman and the Mole-Men

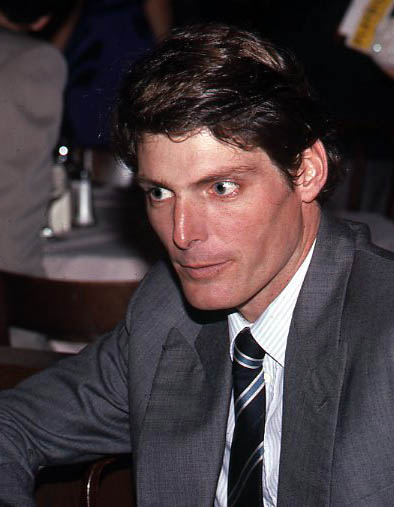
Christopher Reeve verkörperte Superman in der Superman-Erfolgsreihe

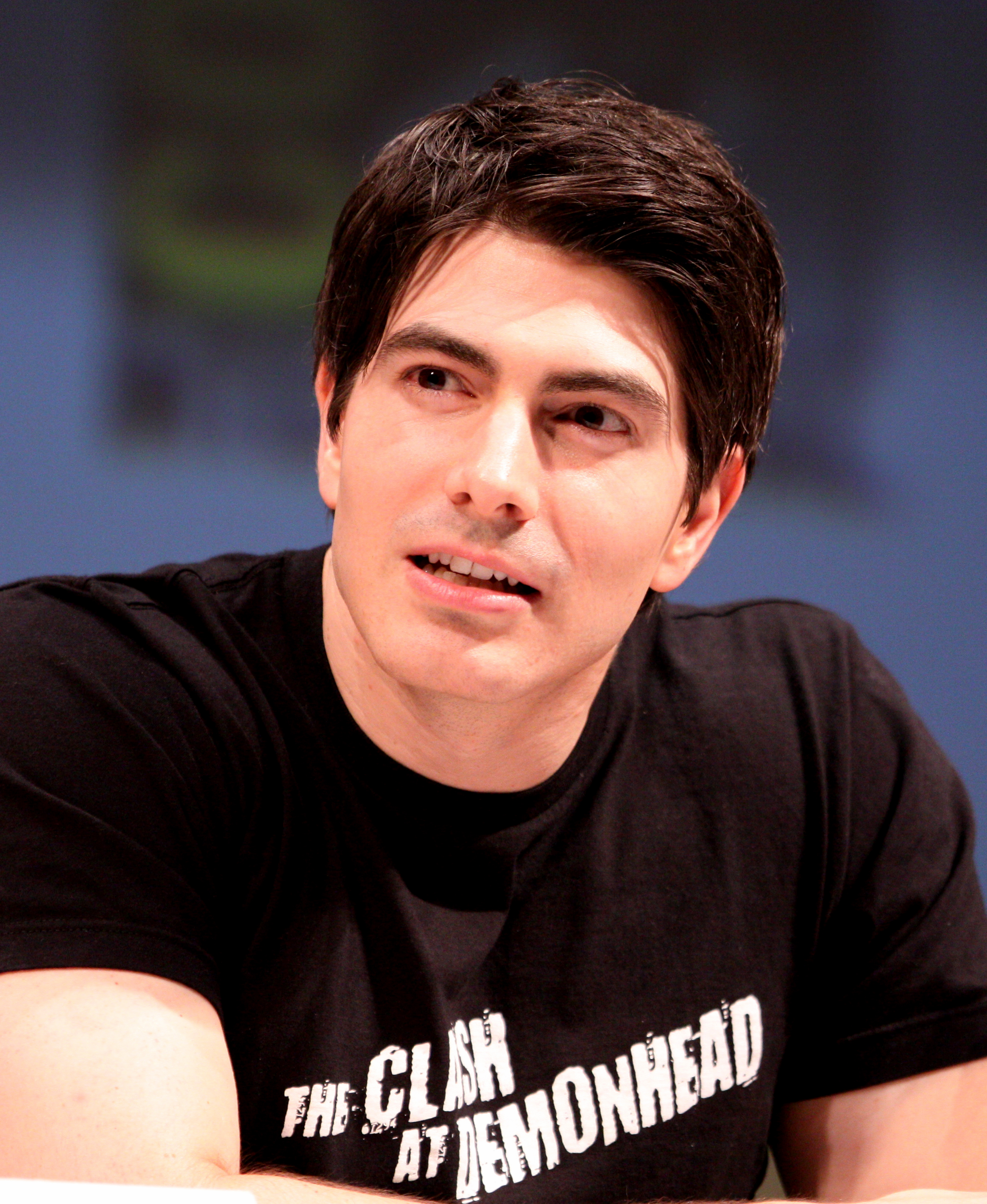
Brandon Routh, Darsteller Supermans in Superman Returns

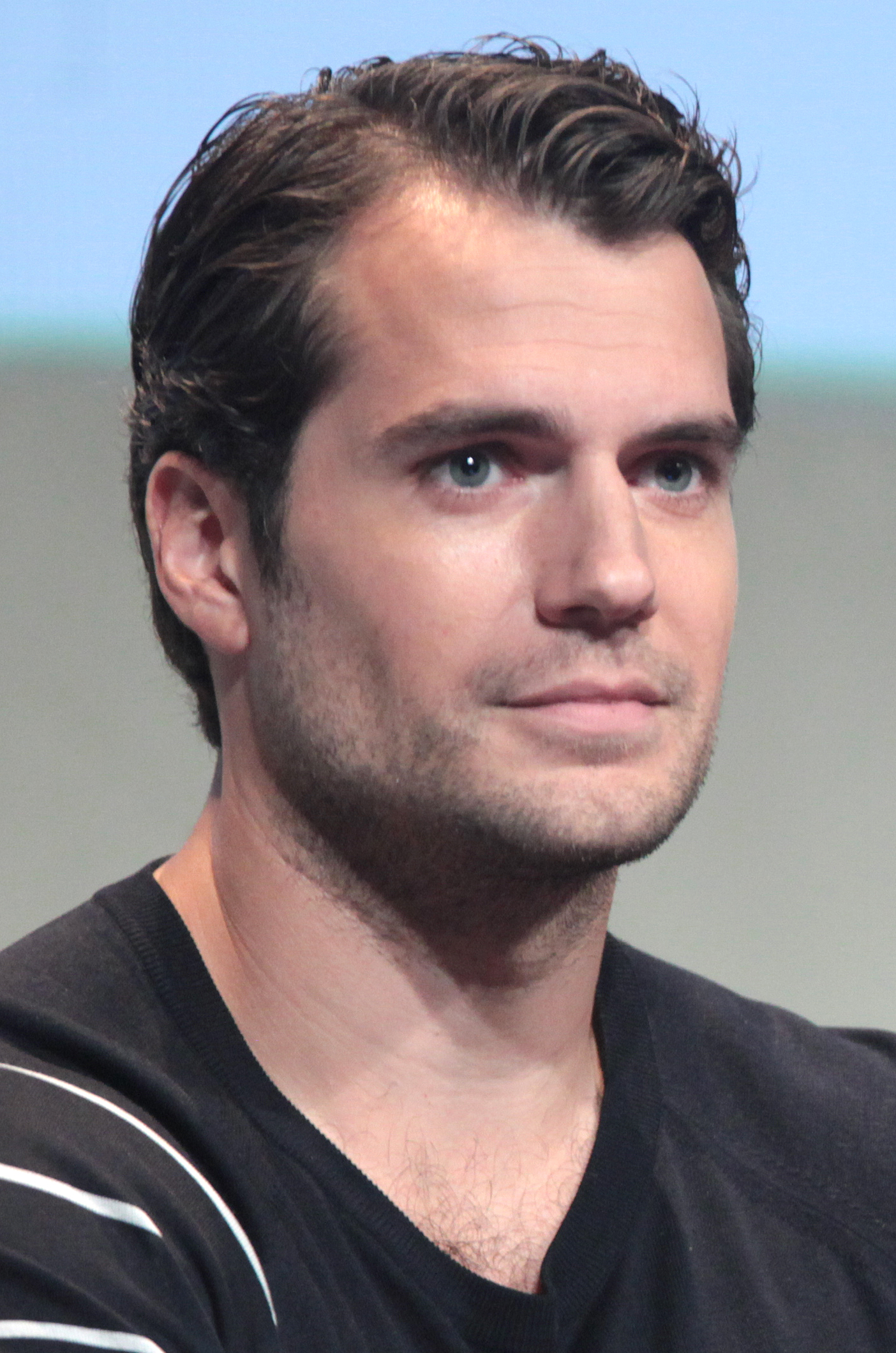
Henry Cavill, Darsteller Supermans in Man of Steel und Batman v Superman: Dawn of Justice

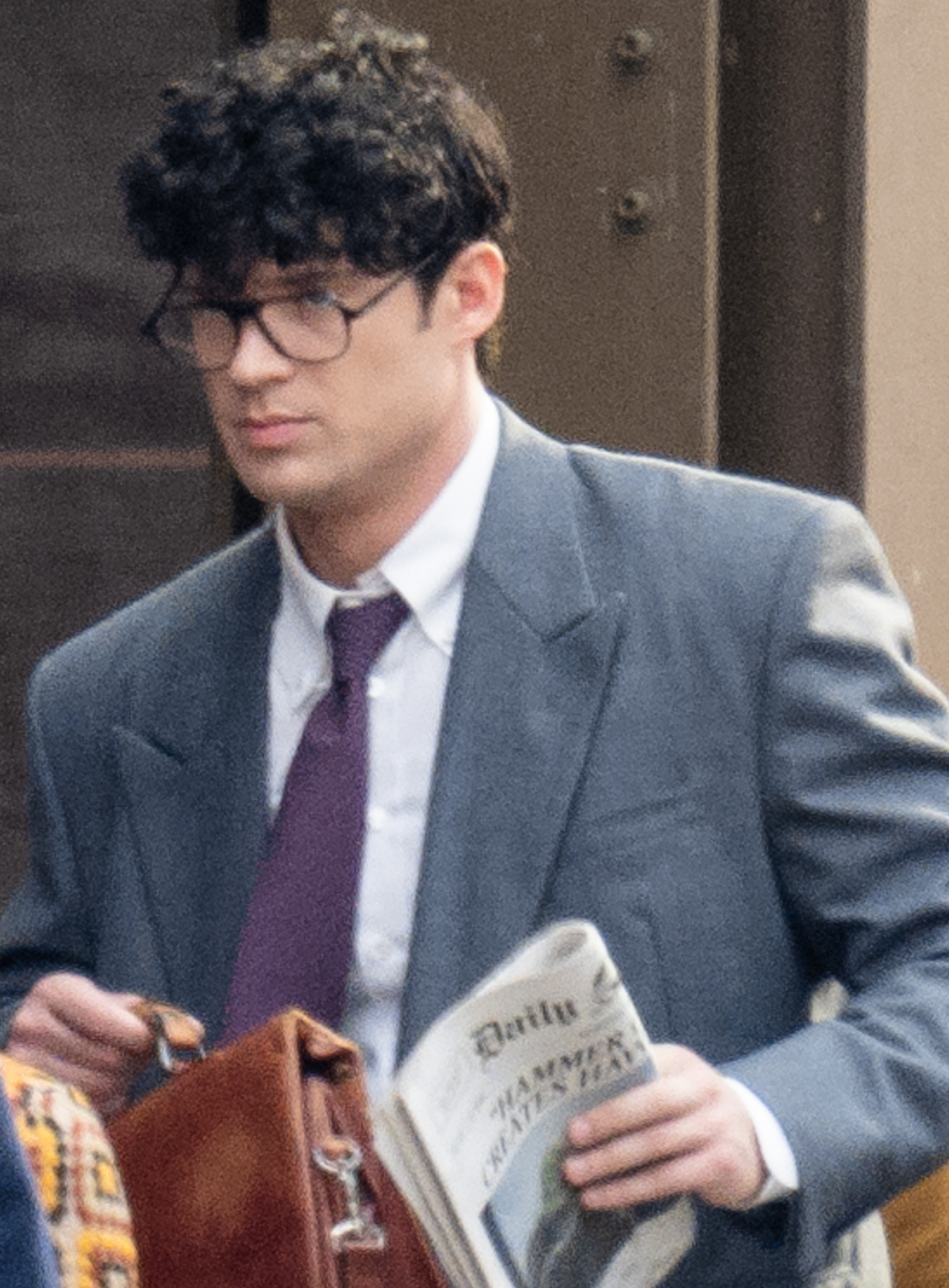
David Corenswet, Darsteller Supermans in Superman (2025)

Superman wurde ein so großer Erfolg, dass er außer in mehreren Comicserien auch in Hörspielserien (The Adventures of Superman), Filmen, Zeichentrickserien und Computerspielen auftrat. Laut dem Guinness-Buch der Rekorde ist Superman damit der am häufigsten im Fernsehen dargestellte Superheld. Aus der Serie sind mehrere andere Superhelden hervorgegangen, vor allem Superboy, Supergirl und Steel, welche auch Verfilmungen erhielten.
1986 modernisierte Comicautor John Byrne den Mann aus Stahl, indem er ihn gleichsam neu erschuf. Superman wurde vieler Kräfte beraubt und menschlicher gemacht. Seit dieser „Byrne Revamp“ genannten, tiefgreifenden Veränderung Supermans wird Clark Kent als der eigentliche Charakter angesehen, Superman dagegen als seine Geheimidentität: „Clark ist das, was ich bin – Superman ist das, was ich tun kann“ (Fernsehserie Superman – Die Abenteuer von Lois & Clark). Byrne ging es darum, den Helden zu vermenschlichen und so für den Leser greifbarer zu machen. Im Zuge des Films Superman Returns kam es vermehrt zu gegenteiligen Darstellungen, die wieder Superman als den eigentlichen Charakter und Clark Kent als die Verkleidung in den Fokus rückten.

## Film und Rundfunk
Nach der Zeichentrickserie von 1941 kam Superman erstmals 1948 mit realen Schauspielern als Serial Superman in die amerikanischen Kinos. In 15 Episoden, jede endend mit einem Cliffhanger, mit insgesamt 244 Minuten Spielzeit kämpfte Hauptdarsteller Kirk Alyn als erster Darsteller des „Mannes aus Stahl“ gegen die Bösen der Welt. Trotz der wenig überzeugenden Flugszenen wird das Serial wegen seiner interessant erzählten Geschichte als eines der besten bezeichnet. Seine Rolle wiederholte Alyn in dem Serial Atom Man vs. Superman (1950) in ebenfalls 15 Episoden mit 252 Minuten Spielzeit. Im Jahr 1951 folgte der Film Superman and the Mole-Men der als Pilot für die Fernsehserie Adventures of Superman (1952–1958) diente. In dieser wurde Superman von George Reeves gespielt.
Im Jahre 1978 kam nach langjähriger Produktionszeit der Film Superman in die Kinos. Der Regisseur Richard Donner setzte viele bekannte Schauspieler wie Marlon Brando oder Gene Hackman ein, doch in der Hauptrolle flog der Newcomer Christopher Reeve mit rotem Cape und mit – in damaliger Zeit – revolutionären Spezialeffekten über die Leinwand. Bis heute zählen einige der Flugszenen aus diesem Film zu den besten. Nicht umsonst stand auf den Filmplakaten vor den Kinos „Sie werden glauben, dass der Mensch fliegen kann!“. In einer Szene während der Eisenbahnfahrt spielte der erste „Superman“ Kirk Alyn eine kleine Nebenrolle als Vater von Lois Lane.
Der Autor Mario Puzo hatte so viel Stoff geliefert, dass es für einen zweiten Teil reichte, welcher kurz darauf (1980) ebenfalls für hohe Besucherzahlen in den Kinos sorgte (Superman II – Allein gegen alle). Danach folgten noch zwei Fortsetzungen mit Christopher Reeve, Superman III – Der stählerne Blitz (1983) und Superman IV – Die Welt am Abgrund (1987). Nach den schlechten Einspielergebnissen von Superman IV wurde die Serie beendet. Erst im Jahr 2006 gelang es dem Filmstudio Warner Bros. mit Regisseur Bryan Singer eine weitere Fortsetzung zu inszenieren, die sich wieder an den ersten beiden Filmen orientierte. Für Superman Returns erhielt der bis dahin unbekannte US-amerikanische Seriendarsteller Brandon Routh die Titelrolle.
Die Produzenten der ersten drei Christopher-Reeve-Filme brachten 1988 eine Superboy-Serie heraus, die sich mit den Jugendabenteuern des Superhelden beschäftigen. Die Serie war ein Erfolg, wurde aber 1992 zugunsten einer anderen Superman-Realserie eingestellt: Superman – Die Abenteuer von Lois & Clark beschäftigt sich mehr mit der Beziehung zwischen Lois Lane und Clark Kent als den Superheldenabenteuern und übersetzt den Superman-Mythos in eine romantische Komödie. Die Serie war in den ersten drei Staffeln ein großer Erfolg. Nachdem aber Lois und Clark geheiratet hatten, hatte die Serie ihre innere Spannung verloren, die vierte Staffel floppte und bedeutete das Ende der Serie.
2001 startete die Serie Smallville, die sich mit den Jugendjahren Clark Kents beschäftigte, bevor er Superman wurde. Seine Kräfte entwickeln sich erst im Laufe der Serie, Clark trägt zunächst kein Kostüm und die Serie beschäftigt sich im Verlauf der ersten Staffeln mehr damit, wie Clark erwachsen wird und die alltäglichen Sorgen eines Teenagers mit seinem großen Schicksal vereinbaren muss. Später zieht Clark Kent nach Metropolis und beginnt seine Arbeit als Reporter an der Seite von Lois Lane, mit der er sich in der letzten Staffel verlobt. Die Serie beläuft sich auf zehn Staffeln – ein Rekord im amerikanischen Fernsehen für eine Science-Fiction- bzw. Fantasy-Serie. Im Jahr 2011 wurde die Reihe abgeschlossen.
Superman trat in den Filmen Man of Steel (2013), Batman v Superman: Dawn of Justice (2016) und Justice League (2017), alle Teil des DC Extended Universe, auf. 2025 wurde für das DC Universe ein neuer Superman-Film (2025) produziert.
Ab 2016 war Superman zudem im Arrowverse in der Serie Supergirl zu sehen; und später auch in einigen Folgen von Arrow, Legends of Tomorrow, The Flash und auch Batwoman. In dem Crossover Krise der Parallelerden über diese fünf Serien traten verschiedene Supermen auf; Brandon Routh als Superman von Erde-96 und Tyler Hoechlin als Superman von Erde-38. Tom Welling spielte Clark Kent von Erde-167.
Als Mitglied der Justice League of America ist Superman zudem in deren Filmen und Serien (z. B. Die Liga der Gerechten), sowie in Filmen weiterer Helden wie Batman (z. B. Batman of the Future) zu sehen.

### Kinofilme
| Produktionsjahr      | Deutscher Titel                                         | Originaltitel                      | Regisseur                                     | Darsteller                                                                                             | Anmerkung                                                                         |
| -------------------- | ------------------------------------------------------- | ---------------------------------- | --------------------------------------------- | --- | --------------------------------------------------------------------------------- |
| 1948                 | Im Netz der Schwarzen Spinne / Tod der Schwarzen Spinne | Superman                           | Spencer Gordon Bennet, Thomas Carr            | Kirk Alyn                                                                                              | Erster Realfilm Supermans                                                         |
| 1950                 | nicht erschienen                                        | Atom Man vs. Superman              | Spencer Gordon Bennet                         | Kirk Alyn                                                                                              |                                                                                   |
| 1951                 | nicht erschienen                                        | Superman and the Mole-Men          | Lee Sholem                                    | George Reeves                                                                                          | nur in Englisch mit deutschem Untertitel                                          |
| Superman-Pentalogie  |                                                         |                                    |                                               | |                                                                                   |
| 1978                 | Superman                                                | Superman                           | Richard Donner                                | Christopher Reeve                                                                                      | Beginn einer Kinofilm-Serie                                                       |
| 1980                 | Superman II – Allein gegen alle                         | Superman II                        | Richard Lester, Richard Donner (ohne Nennung) | Christopher Reeve                                                                                      |                                                                                   |
| 1983                 | Superman III – Der stählerne Blitz                      | Superman III                       | Richard Lester                                | Christopher Reeve                                                                                      |                                                                                   |
| 1987                 | Superman IV – Die Welt am Abgrund                       | Superman IV – The Quest for Peace  | Sidney J. Furie                               | Christopher Reeve                                                                                      |                                                                                   |
| 2006                 | Superman Returns                                        | Superman Returns                   | Bryan Singer                                  | Brandon Routh                                                                                          | Der fünfte und letzte Teil der Kinofilm-Serie                                     |
| DC Extended Universe |                                                         |                                    |                                               | |                                                                                   |
| 2013                 | Man of Steel                                            | Man of Steel                       | Zack Snyder                                   | Henry Cavill                                                                                           | Beginn einer neuen Kinofilm-Serie                                                 |
| 2016                 | Batman v Superman: Dawn of Justice                      | Batman v Superman: Dawn of Justice | Zack Snyder                                   | Henry Cavill                                                                                           |                                                                                   |
| 2017                 | Justice League                                          | Justice League                     | Zack Snyder                                   | Henry Cavill                                                                                           | Der Film wurde von Regisseur Joss Whedon zu Ende geführt.                         |
| 2019                 | Shazam!                                                 | Shazam!                            | David F. Sandberg                             | Ryan Handley                                                                                           | Superman hat am Ende des Films einen Cameo, wobei sein Gesicht nicht gezeigt wird |
| 2021                 | Zack Snyder’s Justice League                            | Zack Snyder’s Justice League       | Zack Snyder                                   | Henry Cavill                                                                                           | Director’s Cut des Films Justice League                                           |
| 2022                 | Black Adam                                              | Black Adam                         | Jaume Collet-Serra                            | Henry Cavill                                                                                           | Superman hat am Ende des Films einen Cameo                                        |
| 2023                 | The Flash                                               | The Flash                          | Andrés Muschietti                             | Nicolas Cage Christopher Reeve und George Reeves als Superman verschiedener Zeitlinien (CGI-generiert) | Superman hat am Ende des Films einen Cameo                                        |
| DC Universe          |                                                         |                                    |                                               | |                                                                                   |
| 2025                 | Superman                                                | Superman                           | James Gunn                                    | David Corenswet                                                                                        | Auftakt des neuen DC Cinematic Universums namens DCU                              |

### Trickfilme
| Produktionsjahr | Deutscher Titel                                                  | Originaltitel                                                   | Regisseur               | Sprecher Original/Deutsch          | Anmerkung                                                |
| --------------- | ---------------------------------------------------------------- | --------------------------------------------------------------- | ----------------------- | ---------------------------------- | -------------------------------------------------------- |
| 1998            | The Batman/Superman Movie                                        | The Batman/Superman Movie: World´d Finest                       |                         | Tim Daly / Ingo Albrecht           | Zusammengeschnitten aus 3 Serienfolgen                   |
| 2006            | Nicht in Deutschland veröffentlicht                              | Superman: Brainiac Attacks                                      |                         | /                                  |                                                          |
| 2007            | Nicht in Deutschland veröffentlicht                              | Superman: Doomsday                                              |                         | /                                  |                                                          |
| 2008            | Nicht in Deutschland veröffentlicht                              | Justice League: The New Frontier                                |                         | /                                  | Superman Nebenfigur                                      |
| 2009            | Superman/Batman: Public Enemies                                  | Superman/Batman: Public Enemies                                 |                         | Tim Daly / Ingo Albrecht           |                                                          |
| 2009            | Superman: Red Son                                                | Superman: Red Son                                               |                         | /                                  | Motion Comic                                             |
| 2010            | Superman/Batman: Apocalypse                                      | Superman/Batman: Apocalypse                                     |                         | Tim Daly / Sascha Rotermund        |                                                          |
| 2010            | Superman/Shazam!: The Return of Black Adam                       | Superman/Shazam!: The Return of Black Adam                      |                         | /                                  |                                                          |
| 2010            | Justice League: Crisis on Two Earths                             | Justice League: Crisis on Two Earths                            |                         | /                                  | Superman Nebenfigur                                      |
| 2011            | All-Star Superman                                                | All-Star Superman                                               |                         | /                                  |                                                          |
| 2012            | Nicht in Deutschland veröffentlicht                              | Superman vs. The Elite                                          |                         | /                                  |                                                          |
| 2012            | Nicht in Deutschland veröffentlicht                              | Justice League: Doom                                            |                         | /                                  |                                                          |
| 2013            | Batman – The Dark Knight Returns, Teil 2                         | Batman – The Dark Knight Returns, Part 2                        |                         | /                                  | Superman Nebenfigur                                      |
| 2013            | LEGO Batman: Der Film – Vereinigung der DC-Superhelden           | Lego Batman: The Movie – DC Super Heroes Unite                  |                         | /                                  | Superman Nebenfigur                                      |
| 2013            | Nicht in Deutschland veröffentlicht                              | Superman: Unbound                                               |                         | /                                  |                                                          |
| 2013            | Nicht in Deutschland veröffentlicht                              | Justice League: The Flashpoint Paradox                          |                         | /                                  | Superman Nebenfigur                                      |
| 2014            | Nicht in Deutschland veröffentlicht                              | Justice League: War                                             |                         | /                                  | Superman Nebenfigur                                      |
| 2014            | Nicht in Deutschland veröffentlicht                              | JLA Adventures: Trapped in Time                                 |                         | /                                  | Superman Nebenfigur                                      |
| 2015            | Justice League: Throne of Atlantis                               | Justice League: Throne of Atlantis                              |                         | /                                  | Superman Nebenfigur                                      |
| 2015            | LEGO DC Comics Super Heroes: Gerechtigkeitsliga vs. Bizarro Liga | Lego DC Comics Super Heroes: Justice League vs. Bizarro League  |                         | /                                  | Superman Nebenfigur                                      |
| 2015            | Justice League: Gods and Monsters                                | Justice League: Gods and Monsters                               |                         | /                                  | Superman Nebenfigur                                      |
| 2018            | The Death of Superman                                            | The Death of Superman                                           |                         |                                    |                                                          |
| 2019            | Reign of the Supermen                                            | Reign of the Supermen                                           |                         |                                    |                                                          |
| 2019            | Nicht in Deutschland veröffentlicht                              | Justice League vs. the Fatal Five                               |                         |                                    |                                                          |
| 2019            | Batman: Hush                                                     | Batman: Hush                                                    |                         |                                    |                                                          |
| 2020            | Superman: Red Son                                                | Superman: Red Son                                               |                         |                                    |                                                          |
| 2020            | Nicht in Deutschland veröffentlicht                              | Justice League Dark: Apokolips War                              |                         |                                    |                                                          |
| 2020            | Superman: Man of Tomorrow                                        | Superman: Man of Tomorrow                                       |                         |                                    |                                                          |
| 2021            | Justice Society: World War II                                    | Justice Society: World War II                                   | Jeff Wamester           | Darren Criss /                     | Superman als "Shakespeare"/Clark Kent/Superman (Earth-2) |
| 2022            | DC League of Super-Pets                                          | DC League of Super-Pets                                         | Jared Stern             | John Krasinski /                   | Animationsfilm fürs Kino                                 |
| 2022            | Nicht in Deutschland veröffentlicht                              | Teen Titans Go! & DC Super Hero Girls: Mayhem in the Multiverse | Matt Peters, Katie Rice | Max Mittelman /                    | Superman Nebenfigur                                      |
| 2022            | Batman and Superman: Battle of the Super Sons                    | Batman and Superman: Battle of the Super Sons                   | Matt Peters             | Travis Willingham / Benjamin Plath | Superman Nebenfigur                                      |

### Pilotfilme
Folgende Filme waren als Start einer Serie gedacht, wurden aber nie fortgesetzt:
- 1958: The Adventures of Superpup
- 1961: The Adventures of Superboy

### Realserien

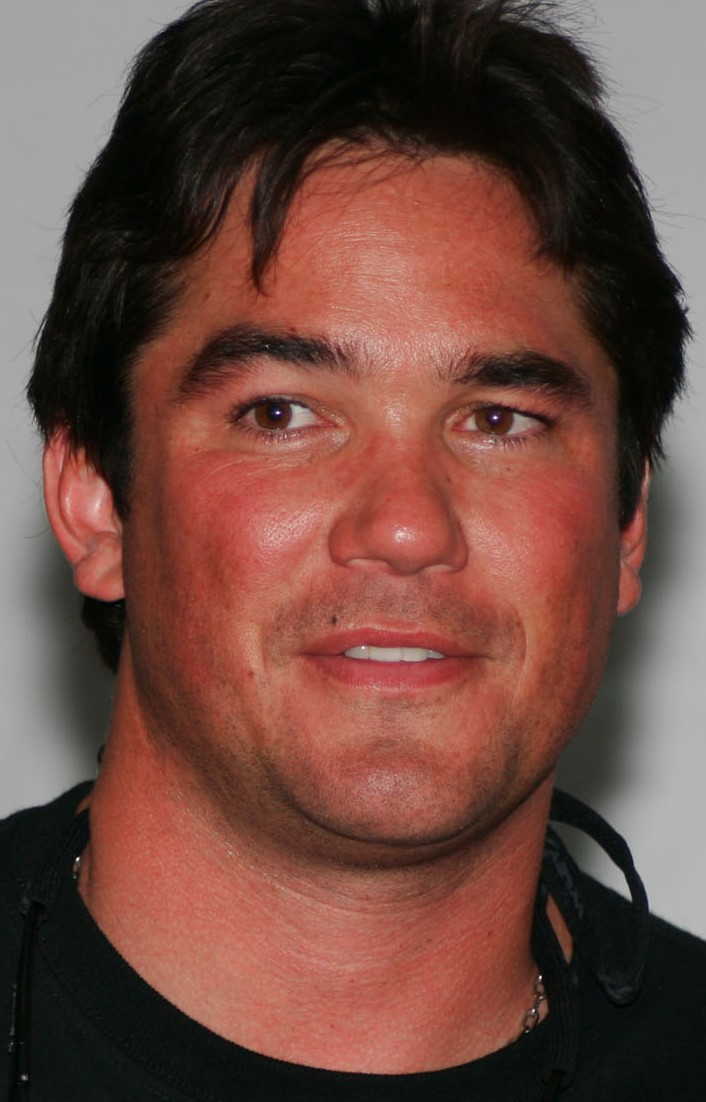
Dean Cain, Darsteller Supermans in der Serie Superman – Die Abenteuer von Lois & Clark

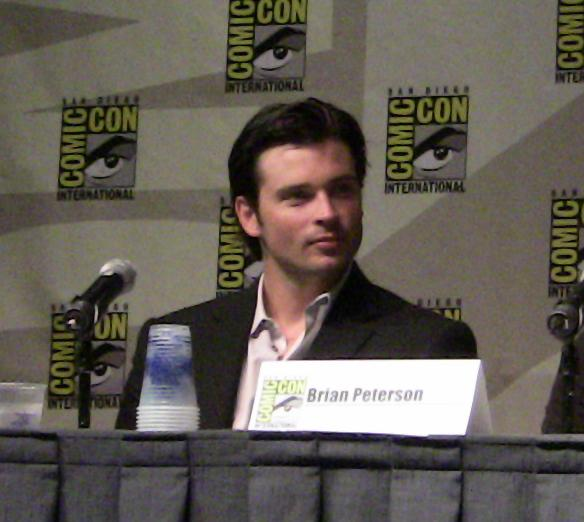
Tom Welling, Darsteller Clark Kents in der Serie Smallville

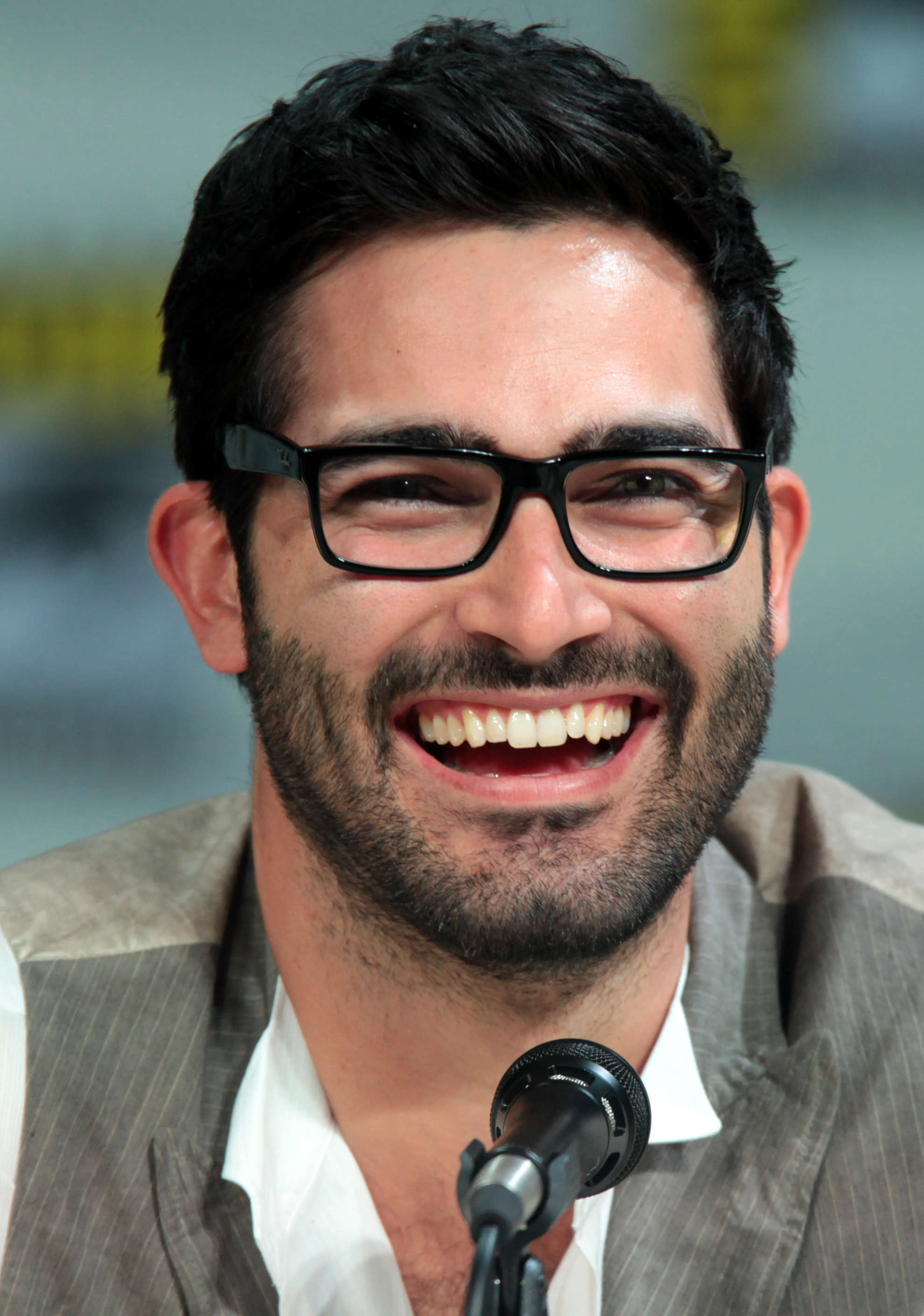
Tyler Hoechlin, Darsteller Supermans in der Serie Superman & Lois

- 1952–1958: Superman – Retter in der Not (Adventures of Superman)
- 1988–1992: Superboy (ab der dritten Staffel: The Adventures of Superboy)
- 1993–1997: Superman – Die Abenteuer von Lois & Clark (Lois & Clark: The New Adventures of Superman)
- 2001–2011: Smallville
- 2021–2024: Superman & Lois

### Trickserien
- 1941–1943: Superman (Erste Trickserie, 17 Cartoons)
- 1966–1969: The Adventures of Superboy
- 1967: Aquaman (mit drei Kurzfilmen der Justice League of America)
- 1966–1970: Ein Job für Superman (The New Adventures of Superman)
- 1973–1986: Das Powerteam – Superman & Co. (Super Friends)
- 1988: Superman (Zweite Trickserie) (nicht in Deutschland veröffentlicht)
- 1996–2000: Superman (Dritte Trickserie) (Superman: The Animated Series)
- 1999: The Multipath Adventures of Superman (interaktive Webserie mit über 50 Folgen, nur in englischer Sprache)
- 2001–2004: Justice League (nicht in Deutschland veröffentlicht)
- 2004–2006: Die Liga der Gerechten (Justice League Unlimited; in Deutschland nur unvollständig auf DVD erschienen)

### Radioserien
- 1940–1951: The Adventures of Superman (Erste Radioserie)
- 1988: The Adventures of Superman (Zweite Radioserie)
- 1993: Superman Lives!

### Verfilmungen von Ablegern
Gelegentlich wurden Ableger der Superman-Serien verfilmt (Filme und Serien zu Superboy sind unter Superman geführt):
- 1979: Turkish Superman (ein nicht lizenzierter Superman-Film, in dem Superman nicht in den USA, sondern in der Türkei landete, auf Türkisch mit englischem Untertitel auf Online-Videoportalen verbreitet)
- 1984: Supergirl, Kinofilm zu Supergirl
- 1984: Supergirl: The Making of the Movie
- 1997: Steel Man (Steel), Kinofilm zu Steel
- 2005–2006: Krypto, der Superhund (Krypto the Superdog), Trickserie zu Krypto
- 2006–2008: Legion of Super Heroes (nicht in Deutschland veröffentlicht)
- 2010–2013: Young Justice (nicht in Deutschland veröffentlicht)
- 2013: Lego Batman – The Movie – DC Super Heroes Unite
- 2015–2021: Supergirl (Fernsehserie, Superman trat hier ab 2016 in Erscheinung)
- 2018–2019: Krypton (Fernsehserie)

### Musical
- 1966: It’s a Bird…It’s a Plane…It’s Superman

### TV-Specials
- 1954: Stamp Day for Superman mit George Reeves
- 1957: I Love Lucy, Episode 6.13 „Lucy & Superman“ mit George Reeves
- 1975: It’s a Bird…It’s a Plane…It’s Superman (Musical)
- 1979: Mit 40 noch ein Supermann (ARD-Dokumentation)
- 1980: The Making of Superman – The Movie
- 1980: Die Muppet Show, Episode 4.18 (86. Folge) mit Christopher Reeve
- 1982: The Making of Superman II
- 1983: The Making of Superman III
- 1988: Superman 50th Anniversary Special
- 1989: Comic Superheroes (Dokumentation von Passport International)
- 2006: The Science of Superman (wissenschaftliche Dokumentation über Supermans Superkräfte)
- 2006: Look, Up in the Sky! The Amazing Story of Superman (Dokumentation über die Geschichte von Superman)
- 2006: Back in Blue: The „Superman Returns“ Movie Special (MTV-Dokumentation)
- 2006: Superman Returns – Kino Spezial (VIVA-Dokumentation)
- 2013: Blockbuster TV – Making of: Man of Steel
- 2013: Action Heroes of the Cliffhanger Serials! (Dokumentation von Legend Films)
- 2013: Pioneers of Television: Superheroes
- 2013: Superheroes – A Never-ending Battle (Superheroes) In Deutschland wurde die dreiteilige Dokumentation 2014 bei Arte ausgestrahlt.

## Videospiele
Das erste Superman-Lizenzspiel erschien im Jahr 1978 unter dem Titel Superman für das Atari 2600. Superman wurde von dem US-amerikanischen Entwickler Midway Games entwickelt und war ein Action-Adventure, das aus der Side-Scroller Perspektive gesteuert wurde. Aufgrund einer mäßigen Lokalisierung entstanden einige grammatikalische Fehler im Spiel. Im Jahr 1987 erschien das Jump ’n’ Run Superman für das Nintendo Entertainment System. Im Spiel wird Clark Kent durch unzählige Missionen gesteuert und es müssen die vorhandenen Attacken gegen Gegner eingesetzt werden.
Bis 1994 erschienen vier weitere Superman-Lizenzspiele für unterschiedliche Konsolen (u. a. Superman: The Man of Steel für das Sega Master System). Im Jahr 1994 veröffentlichte SunSoft das Actionspiel The Death and Return of Superman für Super Nintendo. Das Spielprinzip ähnelt der Final-Fight-Reihe, da der Spieler einen von fünf auswählbaren Charakteren (Superman, Steel, Eradicator, Cyborg oder Superboy) durch die Side-Scroller Perspektive steuert und dabei Gegner bekämpft.
Im Jahr 1999 veröffentlichte der französische Publisher Titus Software das Actionspiel Superman 64 für das Nintendo 64. Dieses Spiel besitzt in der Videospiel-Branche einen populären Status, da es von vielen Magazinen und Internetseiten zum schlechtesten Spiel aller Zeiten gewählt wurde. Superman 64 belegte in der Electronic Gaming Monthly, ein Videospiel-Magazin in den USA, Platz 7.
Seit 2002 ist der französische Publisher Atari für die Videospiel-Umsetzung der Supermanlizenz verantwortlich. Im Jahr 2002 erschienen zwei Superman-Lizenzspiele für Konsolen: Superman: Man of Steel für die Xbox und Superman: Shadow of Apokolips für die PlayStation 2. Superman: Shadow of Apokolips zählt aufgrund der Cel Shading Grafik und des Missionsdesigns zu den beliebtesten Superman-Videospielen.
Im Dezember 2006 erschien Superman Returns, das offizielle Spiel zum Kinofilm, für Xbox 360, PlayStation 2 und Nintendo DS.
| Titel                                                   | Erscheinungsdatum | Plattform(en)                                   | Herausgeber           |
| ------------------------------------------------------- | ----------------- | ----------------------------------------------- | --------------------- |
| Superman                                                | 1978              | Atari 2600                                      | Atari                 |
| Superman: The Game                                      | 1985              | Commodore 64                                    | First Star Software   |
| Superman                                                | 1987              | Nintendo Entertainment System                   | Kemco                 |
| Superman                                                | 1988              | Arcade-Spiel                                    | Taito                 |
| Superman: Man of Steel                                  | 1988              | Commodore 64                                    | Tynesoft              |
| Superman: The Man of Steel                              | 1992              | Sega Master System, Sega Mega Drive             | Virgin Interactive    |
| Superman                                                | 1992              | Sega Mega Drive                                 | SunSoft               |
| The Death and Return of Superman                        | 1994/1995         | Super Nintendo, Sega Mega Drive                 | SunSoft               |
| Justice League Task Force                               | 1995              | Super Nintendo, Sega Mega Drive                 | Acclaim Entertainment |
| The Multipath Adventures of Superman: Menace of Metallo | 1999              | Windows 95                                      | Brilliant Digital     |
| Superman 64                                             | 1999              | Nintendo 64                                     | Titus Software        |
| Superman                                                | 2000              | PlayStation                                     | Titus Software        |
| Justice League: Injustice for All                       | 2002              | Game Boy Advance                                | Midway Games          |
| Superman: Man of Steel                                  | 2002              | Xbox                                            | Atari                 |
| Superman: Shadow of Apokolips                           | 2002/2003         | PlayStation 2, GameCube                         | Atari                 |
| Superman: Countdown to Apokolips                        | 2003              | Game Boy Advance                                | Atari                 |
| Justice League: Chronicles                              | 2003              | Game Boy Advance                                | Midway                |
| Justice League Heroes                                   | 2006              | Game Boy Advance, Playstation 2, PSP, DS, XBOX, | Eidos                 |
| Superman Returns                                        | 2006              | Xbox 360, PlayStation 2, Nintendo DS            | Electronic Arts       |

## Musik
Es gibt verschiedene Lieder, die nach der Figur benannt sind oder von ihr handeln, darunter jeweils mit Superman betitelte Lieder von den Kinks, Eminem (siehe Superman), Ronan Keating, Lazlo Bane (benutzt als Titelmelodie die der Serie Scrubs – Die Anfänger), Pierre Medor, Shawn Desman, Daniel Küblböck, Skee-Lo und D’Mile, O Superman von Laurie Anderson, ein My Superman-Lied aus dem Album „Awake and Breathe“ der britischen Mädchengruppe B-Witched, ein To be Superman-Lied von Pam'n'Pat, die von Superman handelnden Lieder Kryptonite aus dem Debüt-Album „The Better Life“ von den 3 Doors Down oder Super-Duper-Man aus dem Album „Fantastic“ der Dänischen Gruppe Toy-Box, sowie das Lied Kryptonit des deutschen Rappers MC Basstard aus dem Album „Zwiespalt (Schwarz)“. 1979 hatte Luisa Fernandez mit „We All Love You Superman“ einen großen Hit, davon gab es auch eine italienische Version mit dem Titel „Sei Il Piu' Forte Superman“.
Zudem benannte sich die indonesische Punk-Rock-Band Superman Is Dead nach dem Helden bzw. dessen Tod.